# タラン・新しき王者
『タラン・新しき王者』（タラン・あたらしきおうじゃ、原題：The High King）は、アメリカのロイド・アリグザンダーが1968年に発表したファンタジー小説。「プリデイン物語」全5部作の第5巻である。1969年に優秀なアメリカ児童文学作品に送られるニューベリー賞を受賞した。

## 梗概
エイロヌイ王女が戻ってくる。タランは自分が何者であるかどうか関係なくずっとエイロヌイと一緒にいたいと思い始める。
カー・ダルベンでの日常が再び戻ってきたと思えるところに、突如ギディオンとフルダー・フラムが傷ついて現れる。彼らはタランに変装した死の国の王、アローンに待ち伏せを受けギディオンは彼の剣ディルンウィンを奪われてしまう。ヘン・ウェンの予言でアローンを破滅させるためにはその剣が必要であることがわかる。タランやその仲間たちがアローンと戦うために再び集まりはじめるが、同盟国の裏切りによってアローンのアヌーブンが勝利する。ギディオンが王となり、残された仲間たちは最後の戦いをアヌーブンにしかける。タランによって見つかった剣ディルンウィンによって、タランはアローンを倒す。アローンが倒された後、プリデインを去ろうとする仲間たちからタランも一緒に行かないか誘われる。しかし、これまでに出会った亡くなった友人などのことを思い、この地に留まることをタランは決心する。エイロヌイは彼女に与えられた魔法を捨て去り、タランと結婚することを決意し、二人はダルベンに祝福されて結婚する。
ダルベンは最後にタランにダルベンの書を与える。

## 主な登場人物
- タラン
- ダルベン
- コル
- ギディオン
- エイロヌイ
- フルダー・フラム
- ガーギ
- ドーリ
- メドウィン
- アローン
- アクレン